# Teboho Mokoena (Fußballspieler, 1997)
Teboho Mokoena (* 24. Januar 1997 in Bethlehem) ist ein südafrikanischer Fußballspieler.

## Karriere

### Verein
Mokoena durchlief diverse Jugendmannschaften von SuperSport United, bis er 2016 in die Profimannschaft aufrückte. Mit SuperSport gewann er den Nedbank Cup sowie das MTN 8.
Im Januar 2022 wechselte Mokoena zu den Mamelodi Sundowns, mit denen er 2022 und 2023 die südafrikanische Meisterschaft gewann.

### Nationalmannschaft
Im Juli 2017 wurde Mokoena von seinem ehemaligen Trainer bei SuperSport United und damaligen Nationaltrainer, Stuart Baxter, erstmals in die A-Nationalmannschaft berufen. Er debütierte am 24. März 2018 in einem Freundschaftsspiel gegen Sambia in der südafrikanischen Nationalmannschaft.
Im Verlauf des U-23-Afrika-Cups, der gleichzeitig das Qualifikationsturnier für die Olympischen Sommerspiele 2020 in Tokio war, trug Mokoena durch ein Freistoßtor zum 1:0-Sieg im Gruppenspiel gegen die Elfenbeinküste maßgeblich zum Weiterkommen und letztendlich zur erfolgreichen Qualifikation für die Olympischen Spiele bei. Durch die Verschiebung der Olympischen Spiele um ein Jahr infolge der COVID-19-Pandemie befürchtete Mokoena, das olympische Fußballturnier zu verpassen, da er zum Zeitpunkt der Austragung bereits 24 Jahre alt gewesen wäre. Da das Männerturnier üblicherweise auf Spieler unter 23 Jahren beschränkt ist, beschloss die FIFA, aufgrund der Verschiebung die Beschränkung auf Spieler, die am oder nach dem 1. Januar 1997 geboren wurden, beizubehalten. Schließlich bestritt Mokoena alle drei Vorrundenspiele Südafrikas, die sämtlich verloren gingen. Bei der 3:4-Niederlage gegen Frankreich erzielte er das Tor zur zwischenzeitlichen 3:2-Führung der Südafrikaner.
Anlässlich des Afrika Cups 2024 in der Elfenbeinküste wurde Mokoena von Nationaltrainer Hugo Broos in das südafrikanische Aufgebot berufen.

## Erfolge
- Nedbank Cup: 2017
- MTN 8: 2017, 2019
- Südafrikanische Meisterschaft: 2022, 2023
- African Football League: 2023